# Karl Maitz
Karl Maitz (* 3. Dezember 1939 in Hart bei Graz) ist ein ehemaliger österreichischer Politiker (ÖVP). Maitz war von 1974 bis 1994 Abgeordneter zum Landtag Steiermark und von 1994 bis 1999 Abgeordneter zum österreichischen Nationalrat.

## Ausbildung und Beruf
Maitz, der der Familie eines Notars entstammt, besuchte von 1946 bis 1950 die Volksschule und danach eine allgemeinbildende höhere Schule. Er wechselte 1954 in die Handelsakademie und legte 1959 die Matura ab. Sein Studium der Rechte und der Staatswissenschaften schloss er 1964 mit dem akademischen Grad Dr. iur. ab. 1967 leistete Maitz den Präsenzdienst ab.
Maitz absolvierte sein Gerichtsjahr und erwarb Praxis als Revisionsassistent. Er arbeitete als Verwaltungsjurist beim Amt der Steiermärkischen Landesregierung und war zwischen 1968 und 1972 als Rechtsberater beziehungsweise geschäftsführender Direktor des Steirischen Bauernbundes tätig. Von 1972 bis 1973 war er Geschäftsführer des „Modell Steiermark“ und von 1973 bis 1981 Landesparteisekretär der ÖVP-Steiermark. Er hatte zwischen 1982 und 1987 die Geschäftsführung des Österreichischen Verlages in Graz inne und arbeitete ab 1988 als Geschäftsführer der Betriebs-Service Ges.m.b.H. in Graz.

## Politik
Maitz war von 1974 bis 1994 Abgeordneter zum Steiermärkischen Landtag und hatte ab 1993 die Funktion des Klubobmanns der ÖVP Steiermark inne. Vom 7. November 1994 bis zum 28. Oktober 1999 war er Abgeordneter zum Nationalrat. Maitz war Wehrsprecher des ÖVP-Parlamentsklubs.

## Verschiedenes
Unter Maitz als Parteisekretär kaufte die ÖVP nach der Wahl 1974 die benachbarten Häuser Graz, Karmeliterplatz 5 und 6 als Landesparteizentrale.
Maitz initiierte und mitbegründete einen Verein zur Errichtung eines Denkmals für Alfons Gorbach, das aus Spenden als Porträtplastik zwischen 3 Stelen (plus Tafel) in Bronze ca. 1978 am Karmeliterplatz auf einer Grünfläche vor dem Haus Nr. 5 aufgestellt wurde. Im Zuge der Neugestaltung des Platzes – Pflasterung, Wasserbecken – um 1992/1994 wurde das Denkmal entfernt, galt als verschollen, wurde in einem Depot der Stadt Graz gefunden, per Gemeinderatsbeschluss von der Stadt übernommen, restauriert und 2009 am Gorbachplatz wiedererrichtet. Der Verein hatte so seinen Zweck erreicht und wurde aufgelöst.

## Auszeichnungen
- 1999: Großes Goldenes Ehrenzeichen für Verdienste um die Republik Österreich[3]

## Mitgliedschaften
- 1996 Ehrenmitglied der K.Ö.L. Ferdinandea zu Graz.[4]
- 1999 Ehrenmitglied der KÖStV Babenberg Graz.[5]